# Château de Cessey
Le château de Cessey est un château du XVIIe siècle, situé à Jours-lès-Baigneux, dans le département français de la Côte-d'Or.

## Localisation
Le château de Cessey est situé au sud de la commune de Jours-les-Baigneux sur le hameau de Cessey, en rive gauche de la Laignes. Il est accessible depuis Baigneux-les-Juifs par la RD 954.

## Historique
Après avoir dépendu de l'abbaye d'Oigny le hameau de Cessey est occupé à la fin du XIIe siècle par une grange de l'abbaye de Fontenay.
La construction du château actuel par la famille Billecocq date du XVIIe siècle. A proximité immédiate, la chapelle Saint-Antoine est construite dès 1610 par la famille Chamereau, alliée aux Billecocq  en 1613 par le mariage de Philiberte Chamereau à Claude Beguin-Billecocq.
Le général de brigade et homme politique Claude-Nicolas Vaudrey (1784-1857) y est mort le 11 mars 1857. Il était notamment conseiller général du canton de Baigneux-les-Juifs de 1848 à sa mort.

## Architecture
Le château de facture moderne, entouré d'un parc avec un étang dû à une digue sur la Laignes, a gardé son orangerie et ses beaux communs. Sur le pignon de la ferme située en face se trouve une croix encastrée.

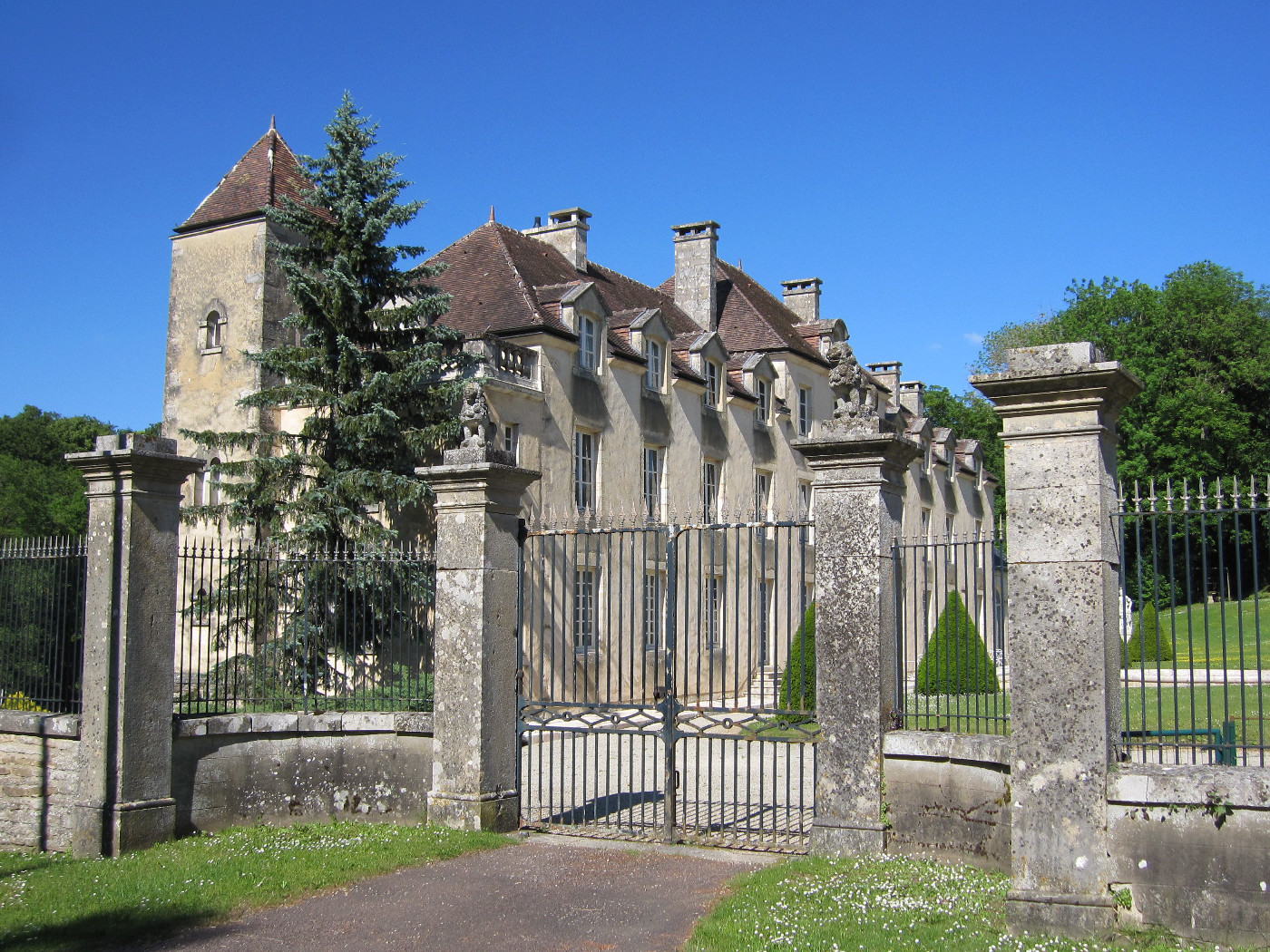
Entrée et façade du château de Cessey.
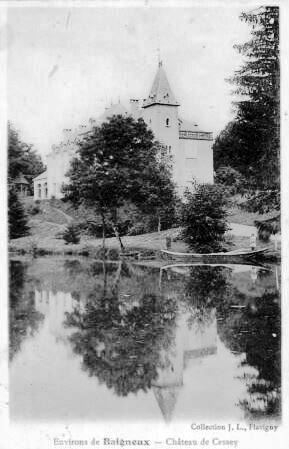
Le château vers 1900
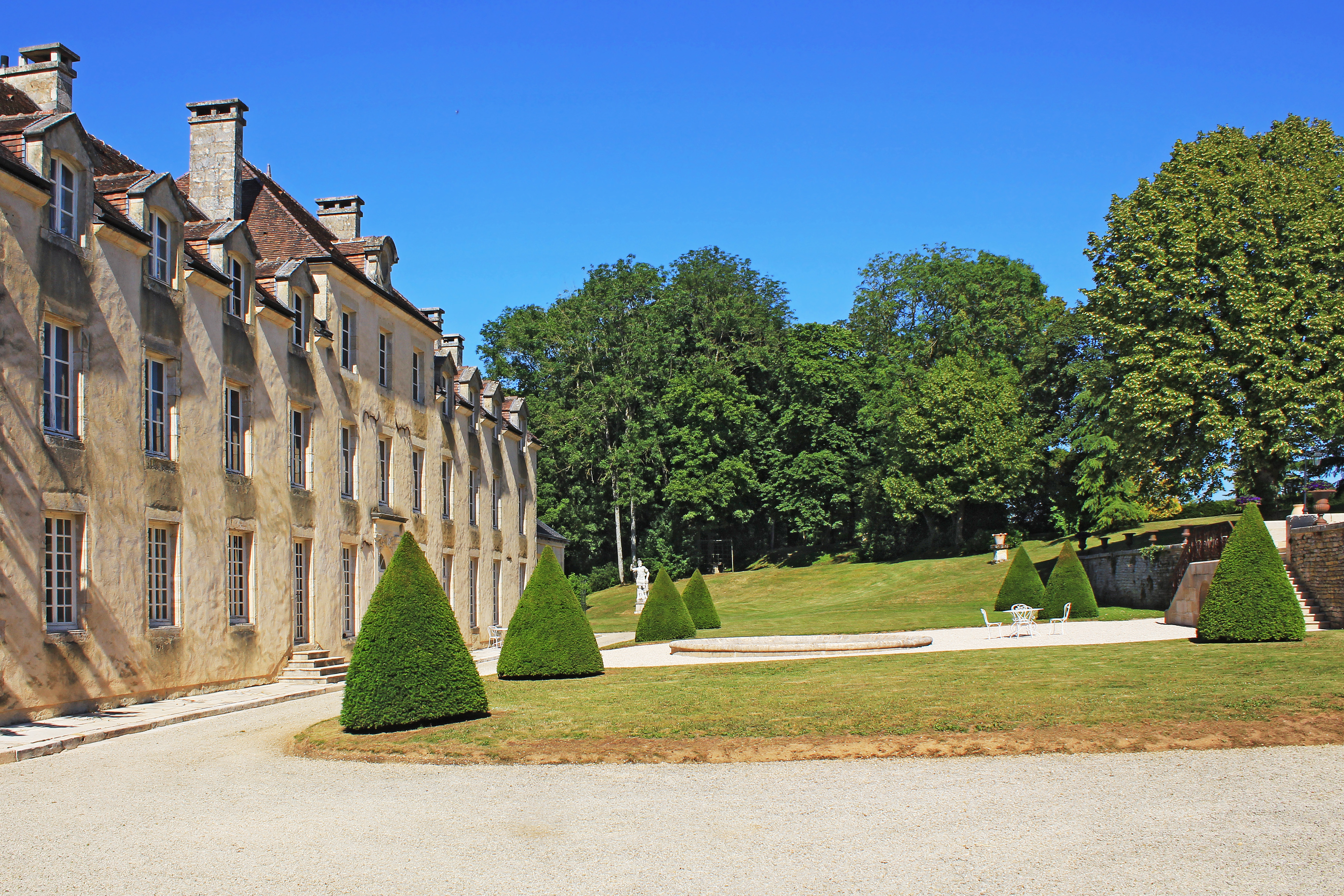
Jardins devant le château.

A proximité, la chapelle Saint-Antoine se remarque pour son clocheton en arcade, sa niche avec statue au dessus de l'entrée et ses beaux vitraux

## Valorisation du patrimoine
Une piste d’atterrissage goudronnée longue de 1400 m a été récemment ajoutée aux équipements.
En 2009, le court-métrage Après la pluie avec Noémie Kocher, Anatole de Bodinat et Charles Quéméré, réalisé par Jérémie Schellaert et produit par Satourne, a été tourné dans le Châtillonnais et notamment au château.